# Sinapidendron sempervivifolium
Sinapidendron sempervivifolium — вид рослин з родини Капустяні (Brassicaceae), ендемік Мадейри.

## Поширення
Ендемік архіпелагу Мадейра (о. Дезерта-Гранде).
Цей багаторічний кущ росте в кам'янистих районах.

## Використання
Це потенційний донор генів для культивованих видів Brassica.

## Загрози та охорона
У минулому виду загрожувало випасом введених видів (кролів та кіз). Зсуви є незмінною місцевою загрозою.
S. sempervivifolium наведено в додатку I Конвенції про охорону європейської дикої природи та природних середовищ існування (Бернська конвенція).